# بوب براون (سياسي)
بوب براون (بالإنجليزية: Robert James Brown)‏ هو سياسي أسترالي، ولد في 2 ديسمبر 1933 في أستراليا. حزبياً، نشط في حزب العمال الأسترالي. وقد انتخب عضو الجمعية التشريعية نيو ساوث ويلز وانتخب عضو مجلس النواب الأسترالي عن دائرة Division of Hunter ‏ (1980 – 1984).